# حرم عسکریین
حرم عسکریین، آرامگاه علی بن محمد امام دهم و حسن عسکری امام یازدهم شیعیان در سامرای عراق است. همچنین نرجس خاتون، مادر حجت بن الحسن، و حکیمه خاتون دختر محمد تقی (امام نهم شیعیان) و خواهر علی بن محمد (امام دهم شیعیان) و عده ای دیگر نیز در حرم عسکریین بخاک سپرده شده‌اند. سرداب مقدس (طبق باور شیعیان محل آغاز غیبت حجت بن الحسن) نیز در ضلع غربی حرم سامرا واقع است.

## تاریخچهٔ حرم
شیعه و سنی هر دو بر این باور اند که علی نقی در خانهٔ خود دفن شد. این منزل در محله‌ای به نام عسکر المعتصم واقع بود. از تاریخچه این بنا تا سال ۳۳۳ ه.ق اطلاعاتی ثبت نشده‌است و تنها سماوی در شعری، از بنا شدن گنبدی بر حرم عسکریین توسط ناصرالدوله حمدانی گزارش می‌کند. پس از آن در سال ۳۳۷ ه.ق، معزالدوله دیلمی صندوقچه‌ای چوبی را بر روی قبور حرم عسکریین قرار داد و پس از او برادرش در سال ۲۶۸ ه.ق گنبد و بارگاه حرم را بازسازی کرد و صحن را توسعه داد. ارسلان بساسیری در حدود سال ۴۵۰ ه.ق بارگاهی دیگر در حرم عسکرین بنانهاد. این بنا در سال ۶۴۰ ه.ق در آتش سوزی از بین رفت و به دستور مستنصر عباسی، همچون بنای سابق بازسازی شد. این بنا مجدد در سال ۱۱۰۶ ه.ق دچار آتش‌سوزی شد و به دستور شاه سلطان حسین صفوی، تعمیر و بازسازی شد. در این دوره ضریحی در ایران طراحی شد و بر این قبور نصب گردید. در سال ۱۲۰۰ ه.ق به دستور احمدخان دنبلی -حاکم آذربایجان- حرم عسکرین با الگو قرار دادن نقشه حرم امام علی در نجف مورد بازسازی قرار گرفت. این بازسازی با مرگ احمدخان ناتمام باقی ماند تا فرزندش حسینقلی خان به اتمام آن اهتمام کرد. در این دوره بر مزار حکیمه خاتون و نرجس خاتون ضریحی قرار گرفت. در عصر قاجار، بر اساس وصیت امیرکبیر، ثلث اموالش را برای بازسازی حرم عسکرین استفاده کردند. در این بازسازی، گنبد طلاکاری شد و ایوان و صحن تعمیر شدند. در اوایل قرن چهاردهم هجری، حرم و رواق‌ها آینه کاری شدند و ساعتی بزرگ بر درب قبله نصب شد. در سال ۱۳۸۰ ه.ق با تلاش‌های علی اصفهانی کهربایی -از تجار کربلا- ضریحی از نقره بر این آستان قرار گرفت. این بارگاه در ۲۳ محرم ۱۴۲۷ ه.ق توسط گروهی سلفی منتسب به القاعده، حرم عسکرین را بمب‌گذاری کردند و بر اثر این انفجار، گنبد و بخش‌هایی از بنای حرم، از بین رفت.

### ابتدا تا پایان غیبت صغرا
شیعه و سنی هر دو بر این باور اند که علی النقی در خانهٔ خود دفن شد و آن را از دلیل پسر یعقوب نصرانی خریده‌بود. این خانه گسترده و بزرگ بوده و همهٔ صحن امروزی، را در بر می‌گیرد. حسن عسکری نیز در کنار پدرش بخاک سپرده شد. چون پیرامون آن‌جا پادگان نظامی بود، شیعیان و علاقه‌مندان به اهل بیت، پنهانی به زیارت می‌رفتند و پنجره‌ای سوی خیابان گشوده‌بودند که زایران زیارت می‌کردند و درون خانه نمی‌شدند. البته اداره آن دست شیعیان بود. حسن عسکری خادمی داشت ساکن این خانه، و هر بخش خانه که خراب می‌گشت مرمت می‌نمود. این وضع تا سال ۳۲۸ قمری و پایان غیبت صغرا ادامه داشت.

### دوران آل حمدان
در سال ۳۳۳ قمری (۳۲۴ خورشیدی) ساختمان جدید حرم توسط ابومحمد الحسن (مشهور به ناصرالدوله فرزند ابی الهیجا عبدالله آل حمدان) انجام گردید و برای عمرانی شهر سامرا تلاش کرد اما بر اثر جنگ‌هایی که بین وی و معزالدوله روی داد، اغلب اقدامات عمرانی او ناتمام ماند.

### دوران آل بویه
در سال ۳۷۷ قمری (۳۶۶ خورشیدی) پس از پیروزی معزالدوله بر ناصرالدوله آل حمدان و وقوع صلح بین آندو وارد شهر سامرا شد و اموال فراوانی را صرف آبادانی شهر نمود. گنبد بزرگی بر مقبره عسکریین ایجاد کرد، حرم مجللی دراطراف آن ساخت و صحنی برای آستانه احداث کرد. بدستور وی ضریحی از چوب ساروج تهیه و نصب گردید، سرداب غیبت مرمت گردید و تأسیسات ناصرالدوله آل حمدان را تکمیل نمود.

## مدفونان در حرم عسکرین
- علی النقی ، امام دهم شیعیان
- حسن عسکری، امام یازدهم شیعیان
- سمانه، مادر علی النقی و همسر محمدتقی (امام نهم)
- حکیمه خاتون، دختر محمدتقی و خواهر علی النقی
- حدیث (سوسن)، مادر حسن عسکری و همسر علی النقی
- نرجس خاتون، مادر صاحب الزمان

## زیارت حرم عسکریین در باور شیعیان
- شیخ طوسی از ابوهاشم جعفری از حسن عسکری نقل می‌کند که: «مزارم در سرّ من رأی[۳] ایمنی برای هر دو گروه[۴] است.[۵]
- در آمالی و عدة الداعی نیز زیارت این جا را مهم شمرده‌اند.

## بمب‌گذاری و ویرانی حرم عسکریین
اولین حمله در ۳ اسفند ۱۳۸۴ و دومین حمله پس از گذشت شانزده ماه در ۲۳ خرداد ۱۳۸۶ رخ داد.
در نخستین آفند بمب‌گذاران با به‌کارگیری بیش از دویست کیلوگرم تی‌ان‌تی و کارگذاری‌اش در مرکز گنبد، گنبد و بخشی از گلدسته‌های طلایی حرم ویران شد. با این حمله گنبد حرم فروریخت. .
محمود احمدی‌نژاد رئیس جمهور وقت ایران و مراجع تقلید با صدور اطلاعیه‌هایی جداگانه‌ای این اقدام را محکوم کرده و نیز روز پنجشنبه را عزای عمومی اعلام کردند.
در دومین حمله در ۲۳ خرداد ۱۳۸۶ تروریست‌ها بازهم به حرم عسکریین حمله کرده و پس از دو انفجار بمب، گلدسته‌های سمت راست و چپ را تخریب کردند.
به دستور سید علی سیستانی فرایند بازسازی آغاز و در سال ۱۳۹۴ خاتمه یافت.

## تصاویر

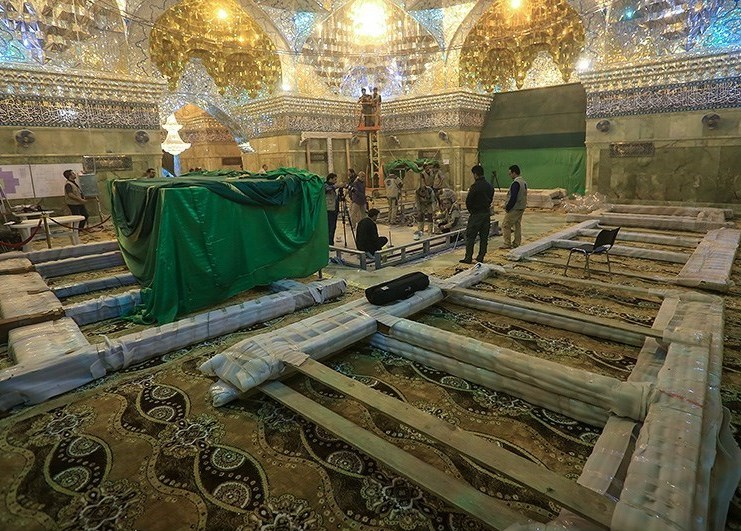
بازسازی حرمین عسکرین پس از انفجار
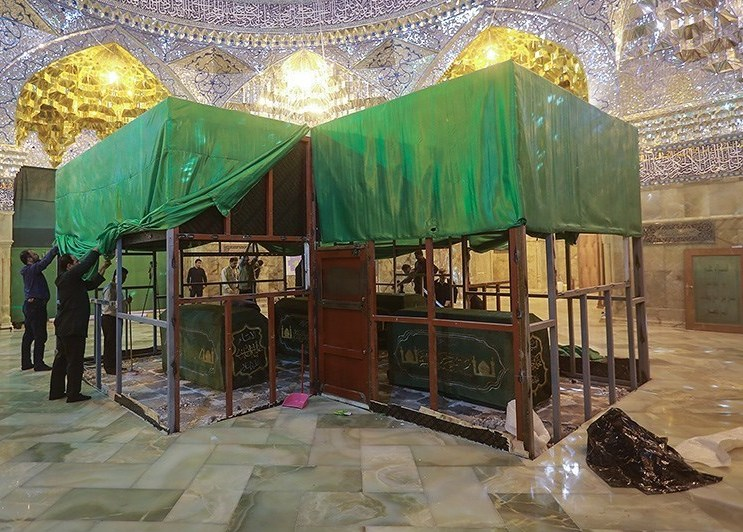
بازسازی حرمین عسکرین پس از انفجار
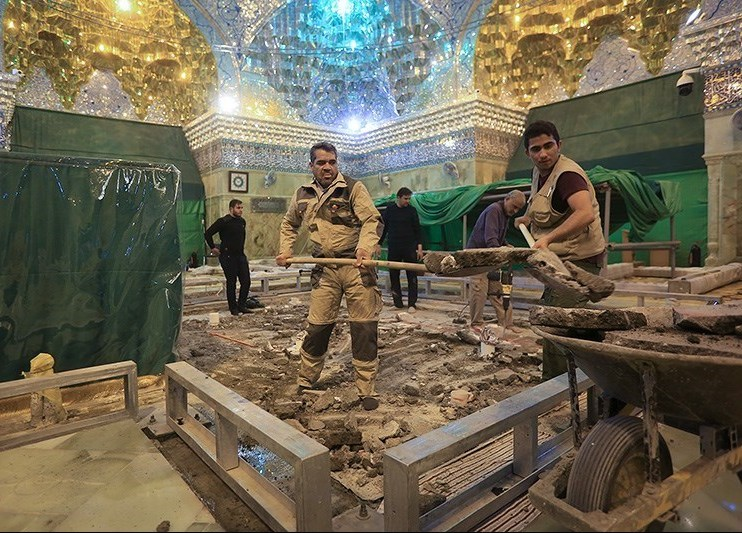
بازسازی حرمین عسکرین پس از انفجار
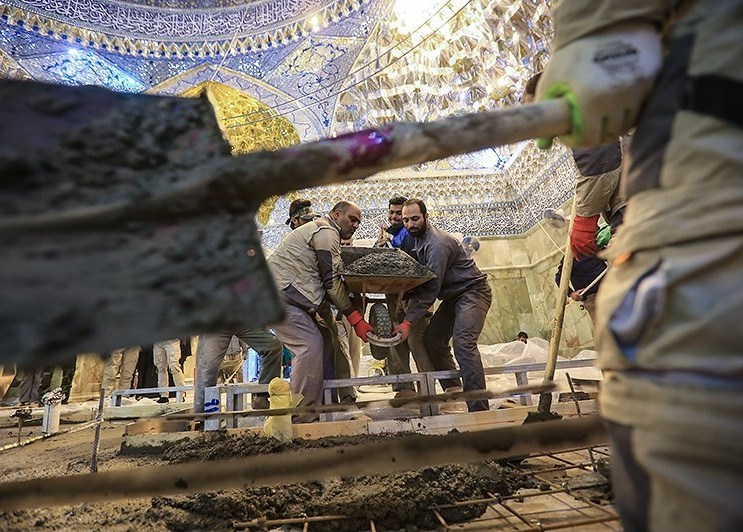
بازسازی حرمین عسکرین پس از انفجار
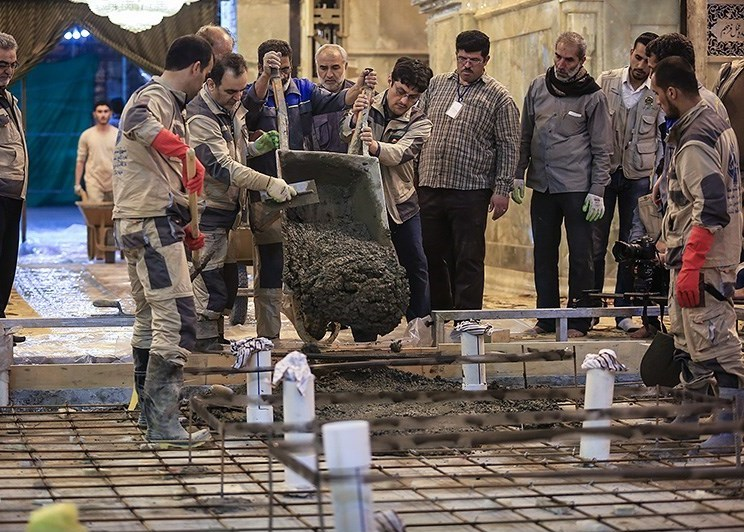
بازسازی حرمین عسکرین پس از انفجار
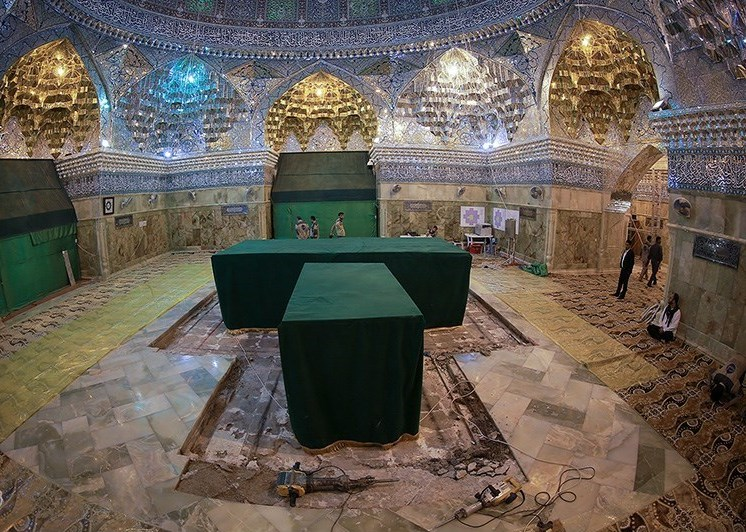
بازسازی حرمین عسکرین پس از انفجار
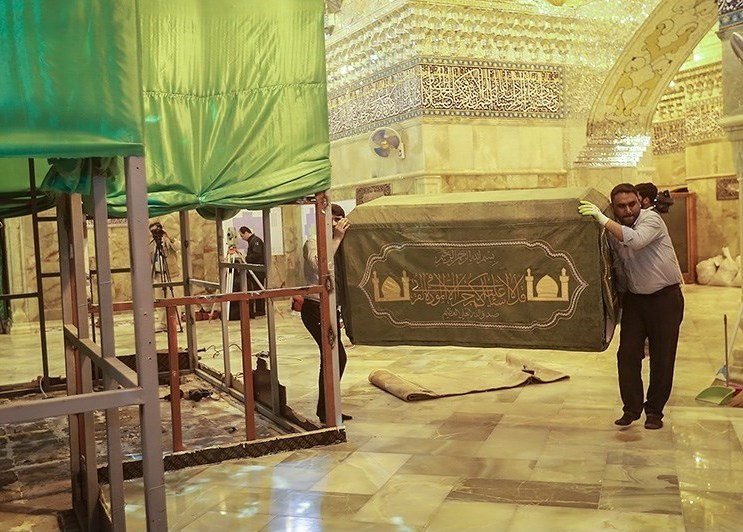
بازسازی حرمین عسکرین پس از انفجار
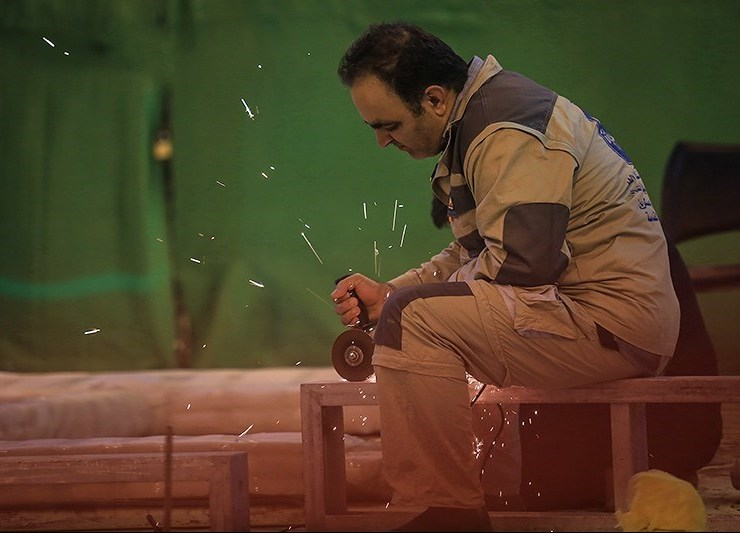
بازسازی حرمین عسکرین پس از انفجار
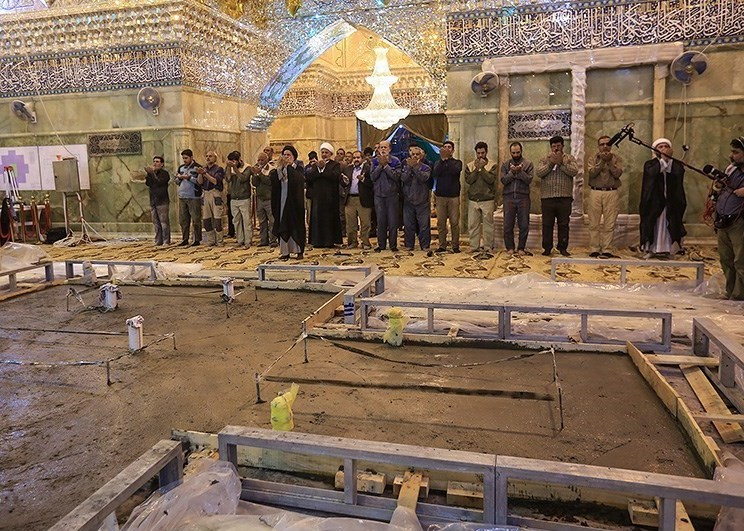
بازسازی حرمین عسکرین پس از انفجار
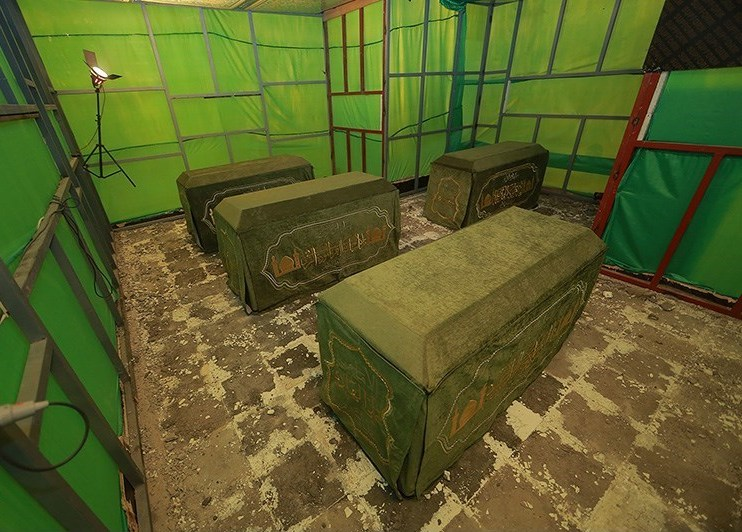
بازسازی حرمین عسکرین پس از انفجار
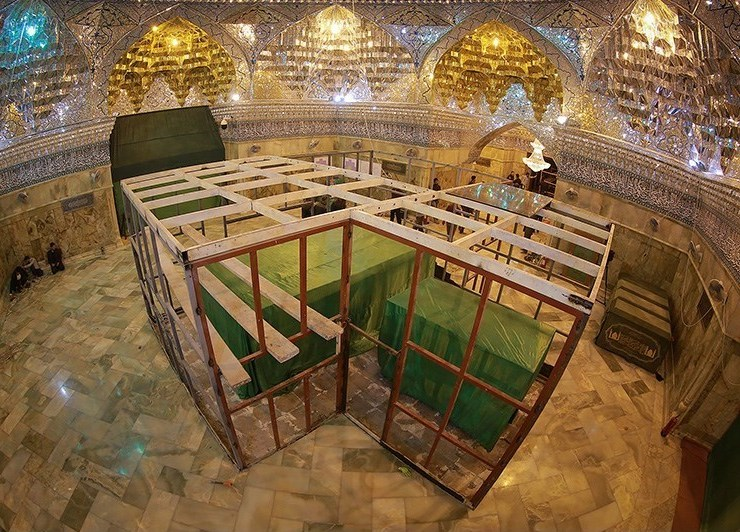
بازسازی حرمین عسکرین پس از انفجار
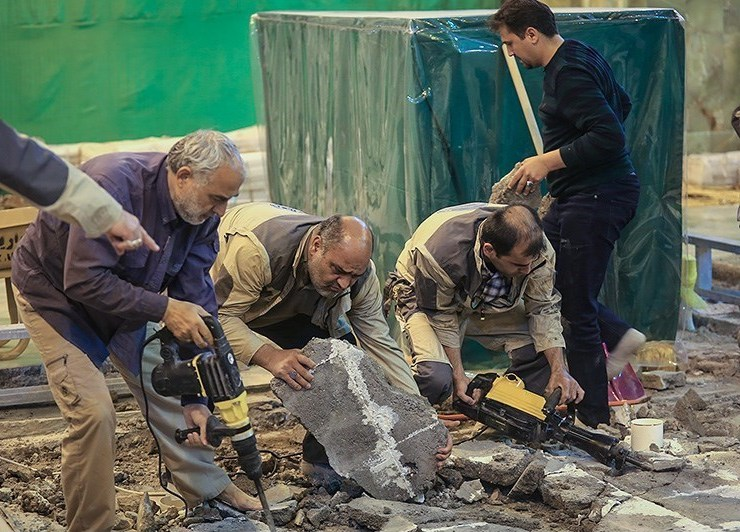
بازسازی حرمین عسکرین پس از انفجار
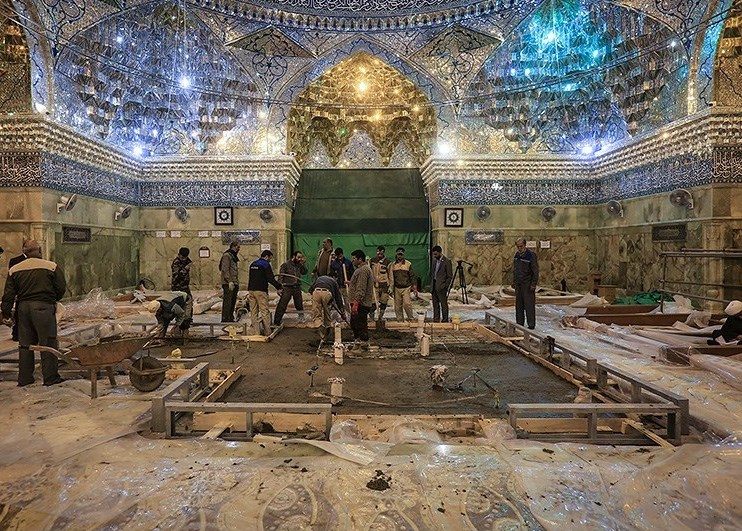
بازسازی حرمین عسکرین پس از انفجار
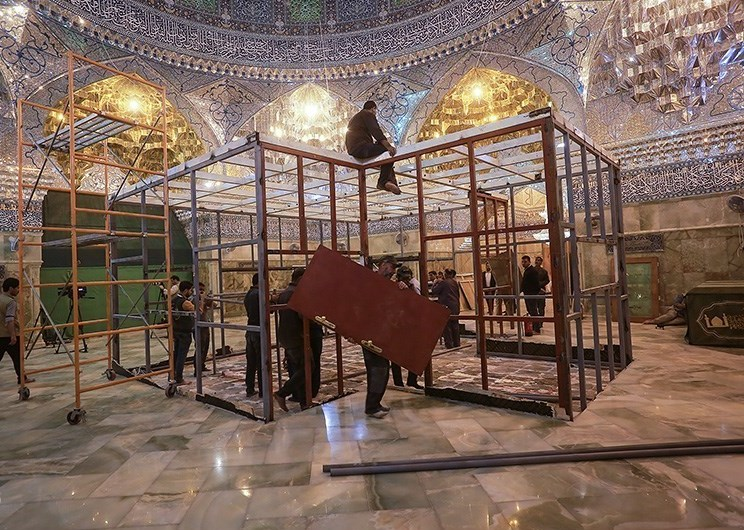
بازسازی حرمین عسکرین پس از انفجار
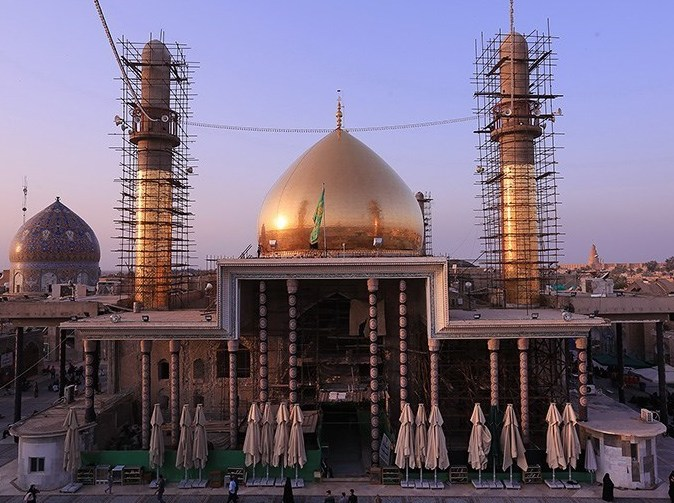
بازسازی حرمین عسکرین پس از انفجار
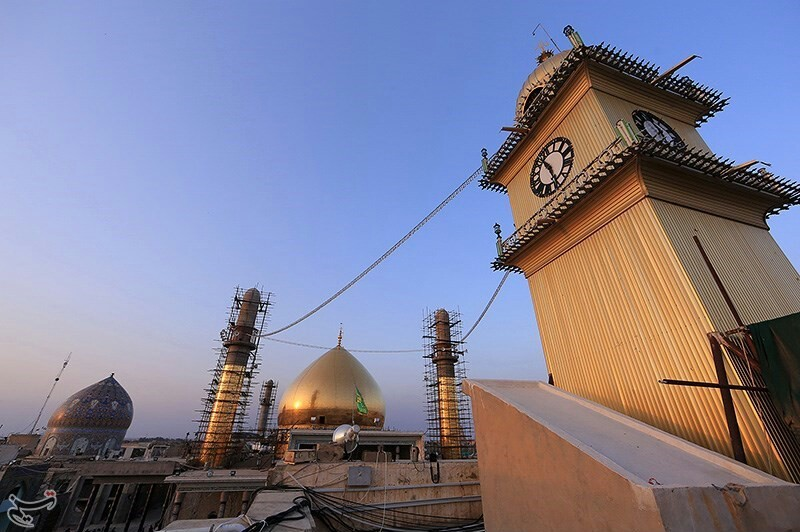
حرمین امامین عسکرین شیعه در سامرا
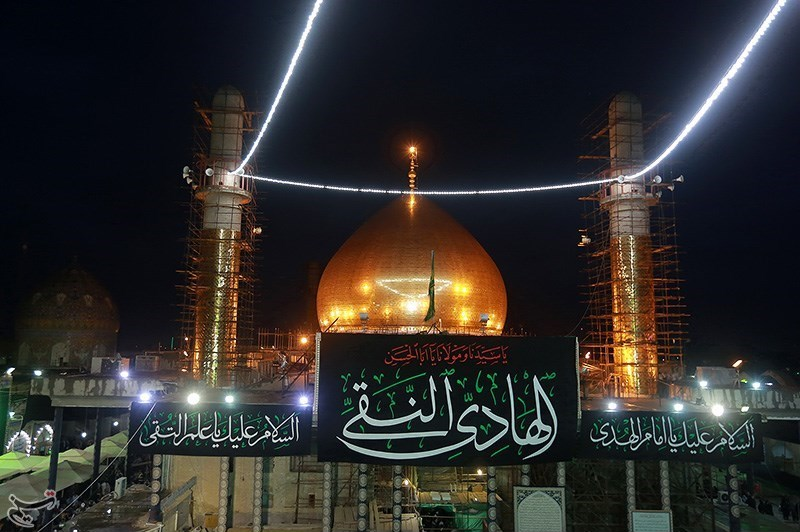
حرمین عسکرین در نمای شب
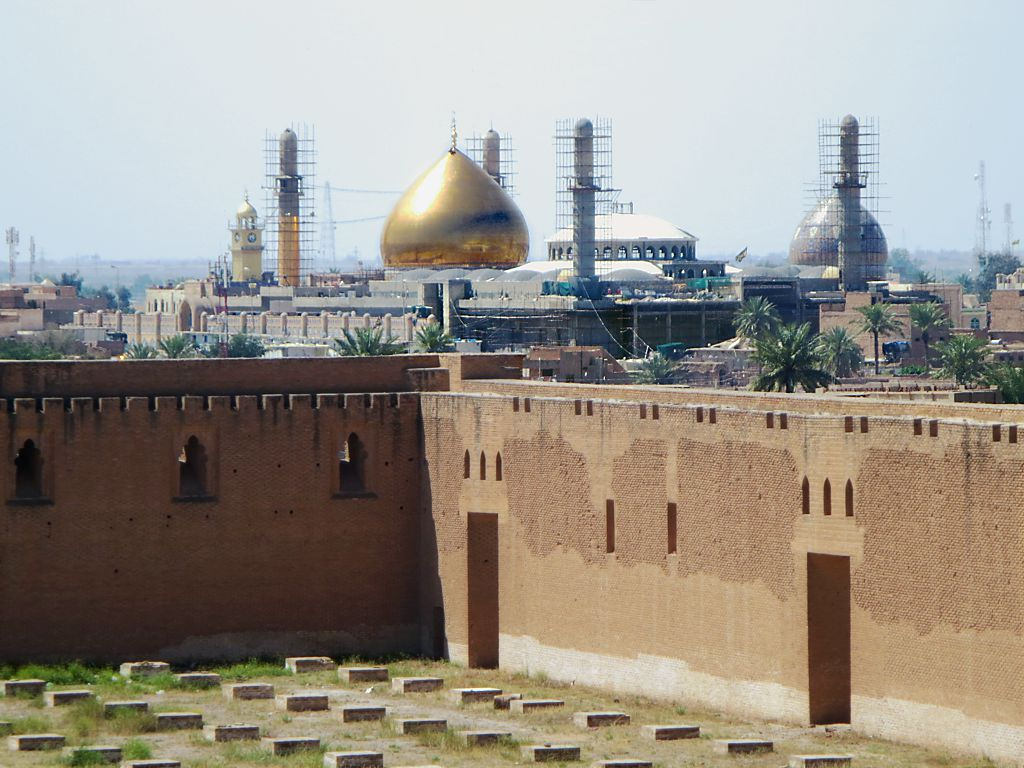
حرمین امامین شیعه سامرا
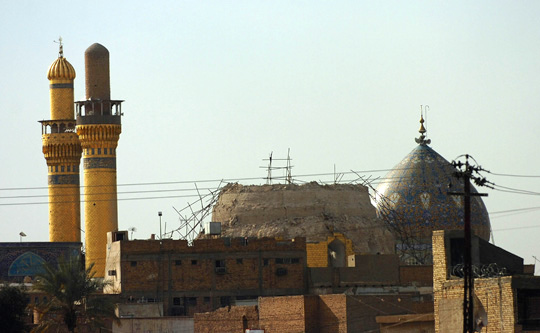
حرمین عسکرین پس از انفجار اول
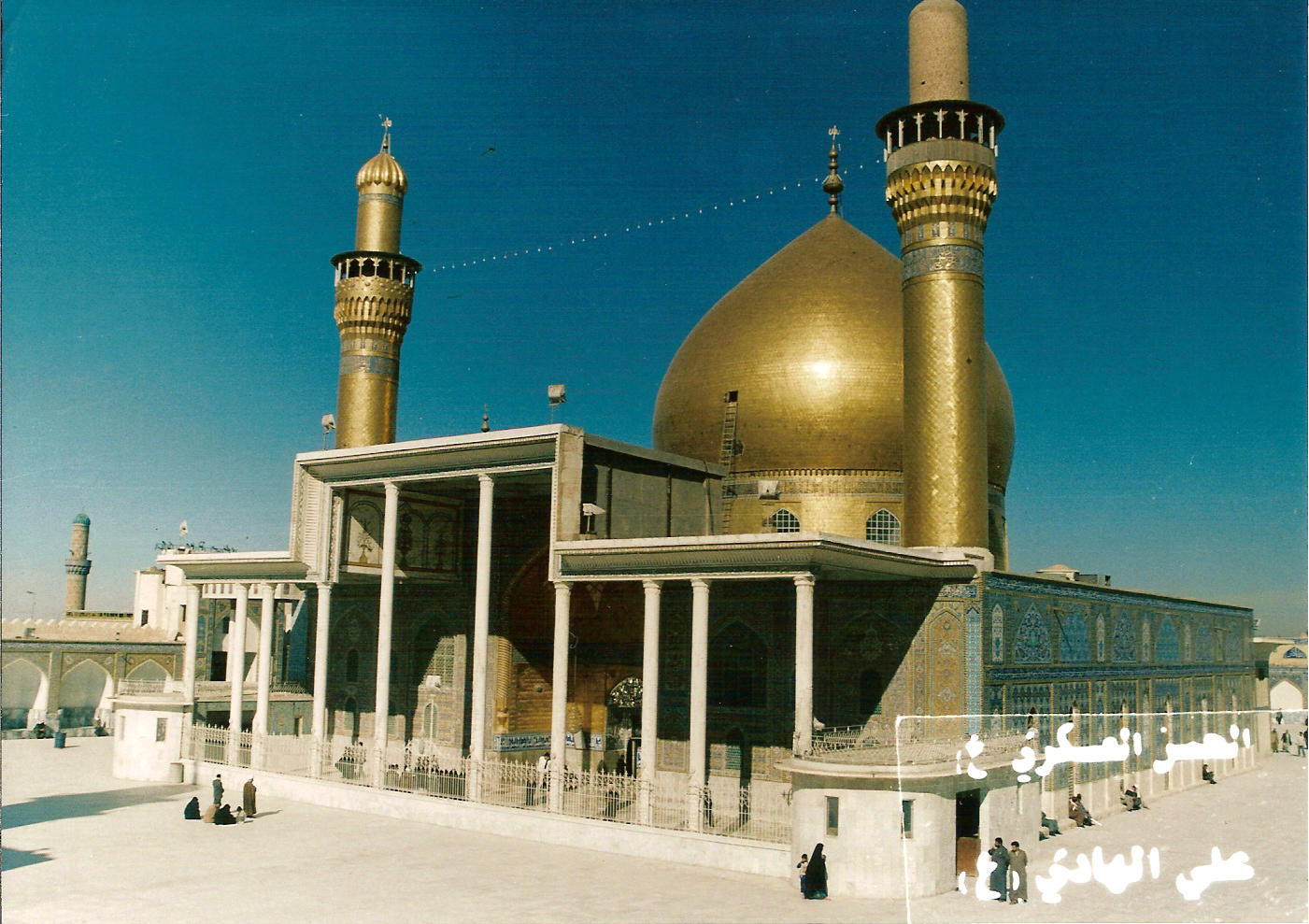
حرمین عسکرین قبل از بمب‌گذاری القاعده
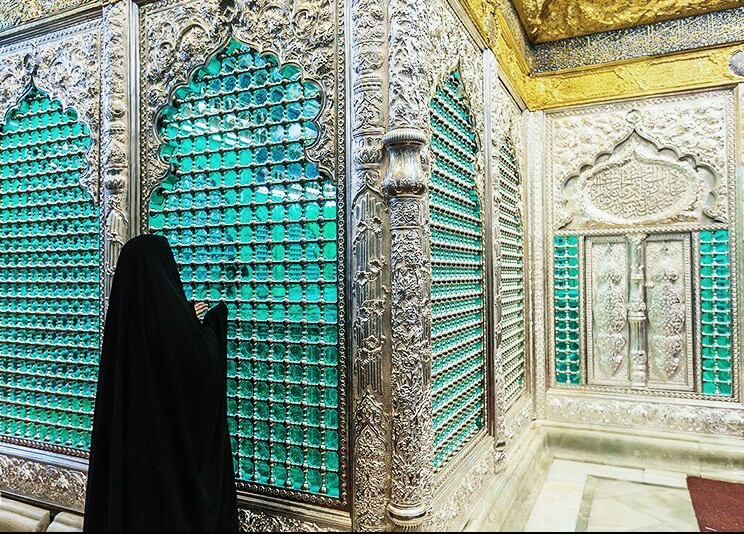
ضریح جدید حرمین عسکریین
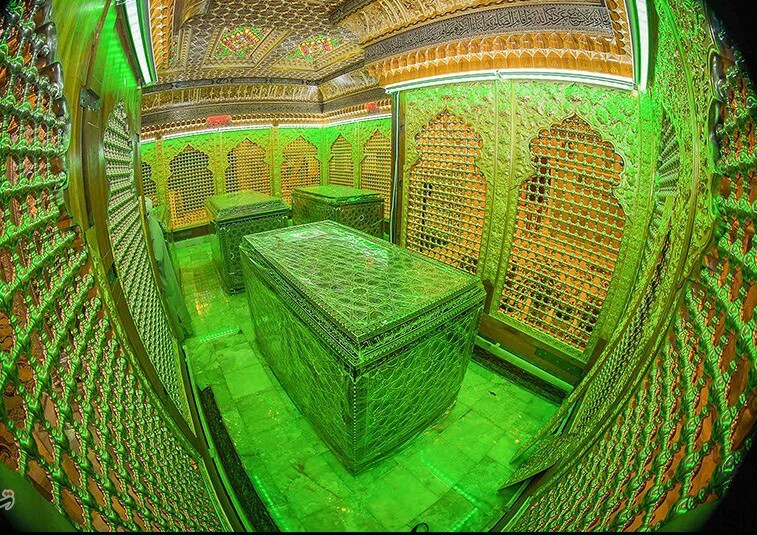
نمایی از درون ضریح جدید حرمین عسکریین
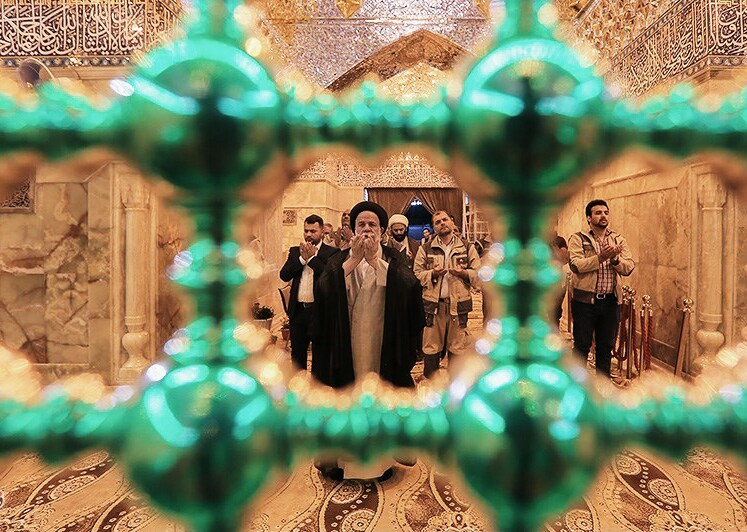
نمایی از ضریح جدید حرمین عسکریین
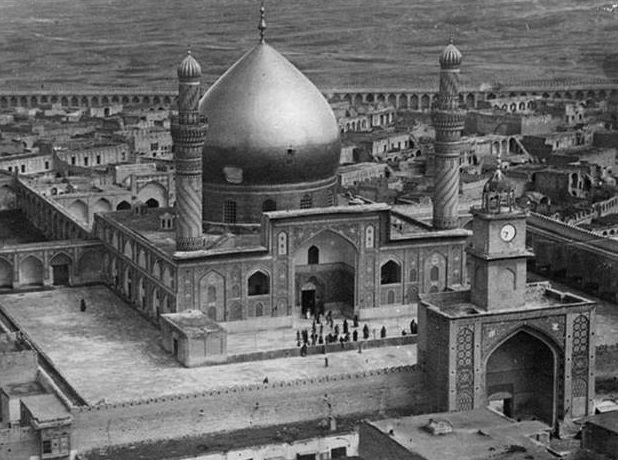
عکسی قدیمی از حرمین عسکریین
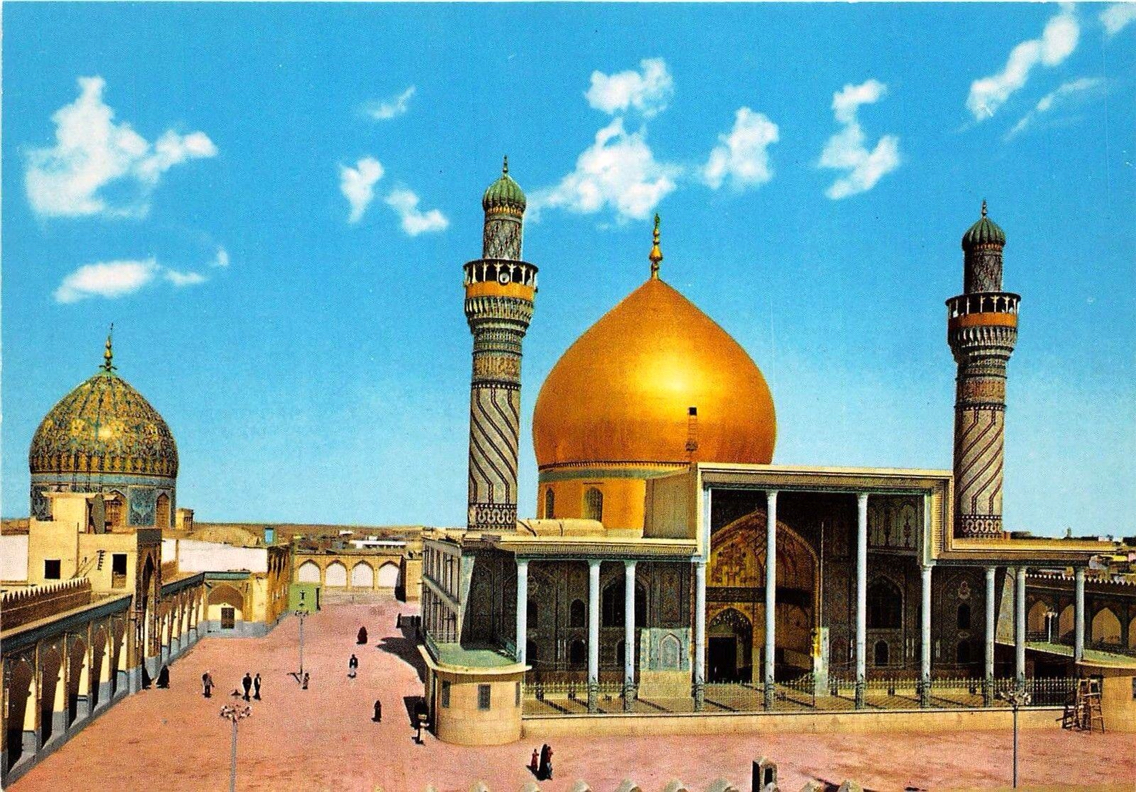
نقاشی از حرمین عسکریین
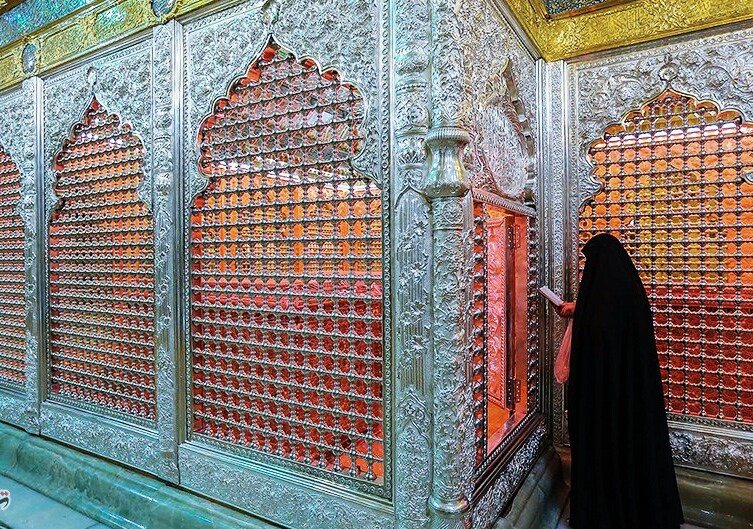
ضریح جدید حرمین عسکریین
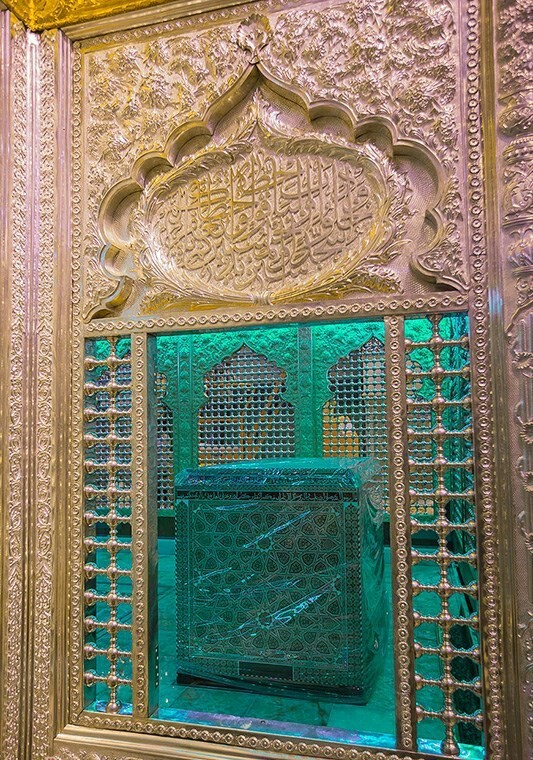
ضریح جدید حرمین عسکریین
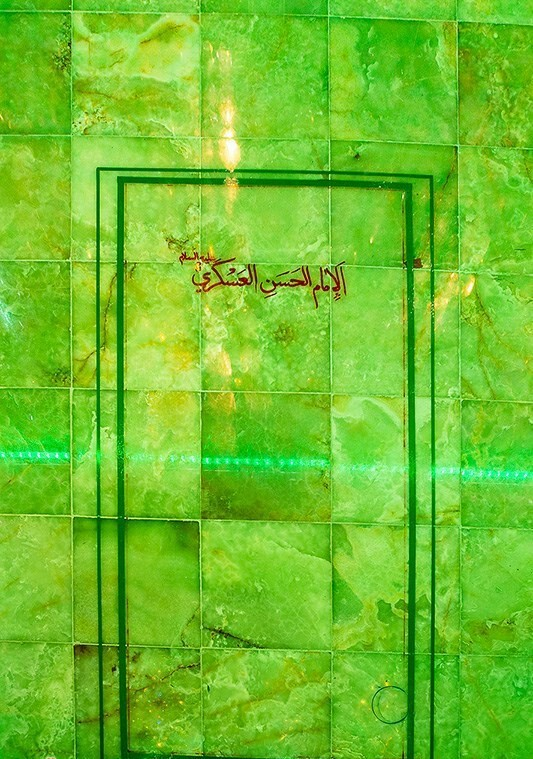
عکسی از محل مرقد حسن عسکری
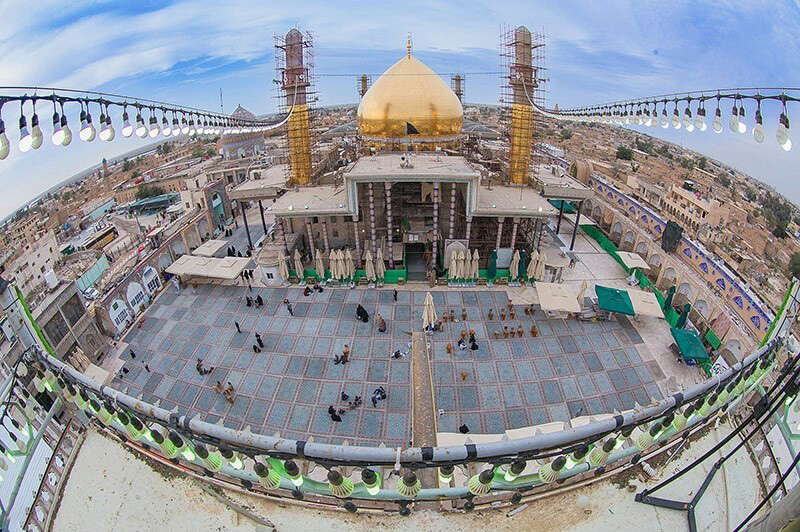
نمایی از حرمین عسکریین